# Sindbad der Seefahrer (Film)
Sindbad der Seefahrer (im Original Sinbad the Sailor) ist ein US-amerikanischer Abenteuerfilm von Richard Wallace aus dem Jahr 1947. Das Drehbuch basiert auf einer Erzählung von George Worthing Yates, der wiederum auf Figuren aus den morgenländischen Märchen aus Tausendundeiner Nacht zurückgreift. Die Erstaufführung in Deutschland fand am 10. August 1950 statt.

## Handlung
Sindbad vergnügt sich damit, Leuten Geschichten zu erzählen. Als seine Zuhörer sich wegen seiner immer gleichen Geschichten zu langweilen beginnen, erzählt er ihnen von seiner „achten Reise“.
Sindbad und sein Freund Abbu treffen auf ein gestrandetes Schiff. Als sie an Bord gehen, finden sie die Mannschaft vergiftet vor. Sindbad findet eine Karte. Auf ihr ist der legendäre Schatz Alexanders des Großen auf der Fabelinsel Deryabar verzeichnet. Als die beiden Freunde das Schiff nach Basra bringen, lässt der dortige Vorsteher das Schiff konfiszieren und versteigern. Sindbad kommt mit dem Khan überein, dass er das Schiff behalten dürfe, wenn es keine Gebote gebe. Sodann lässt er das Gerücht streuen, das Schiff sei verflucht. Kurz vor Ende der Auktion gibt es doch noch ein Gebot. Es kommt von Shireen, die zum Harem des Emirs von Daibul gehört. Sindbad hält dagegen und muss das Schiff zu einem Preis kaufen, den er nicht aufbringen kann. Er stiehlt das Geld des Auktionators, um seine Schuld zu begleichen.
Sindbad besucht Shireen und hört von dem geheimnisvollen Melik, der den Schatz für sich haben will. Melik versucht, Sindbad zu töten, doch der kann dem Anschlag entkommen. Er heuert einige Seeleute an und macht sich mit seinem Schiff davon. Die Mannschaft hat viele mysteriöse Geschichten über Melik gehört, doch noch niemand hat diesen Mann jemals gesehen.
Nach einigen Tagen geht Sindbad in einem anderen Hafen vor Anker. Er will Shireen nochmals besuchen. Er wird gefangen genommen, doch der Emir glaubt ihm seine Lüge, er sei der Prinz von Deryabar und nimmt ihn als Gast auf. Der gewandte und listige Sindbad kann zusammen mit Shireen dem Emir entkommen. Sindbad lässt Segel setzen, um nach Deryabar zu segeln. Doch das Schiff wird bald aufgebracht. Dabei stellt sich heraus, dass der Schiffsbarbier Melik ist. Dieser hat die Schatzkarte gefunden und vernichtet. Sindbad, Melik und der Emir tun sich nun zusammen, um zur Schatzinsel zu segeln.
Auf der Insel finden sie die Ruinen von Alexanders Palast vor, die von dem alten Aga verwaltet wird. Aga wird überzeugt, dass Sindbad Alexanders verlorener Sohn sei. Als Beweis dient ein Medaillon, das Sindbad schon seit seiner Kindheit hat. Aga ist überzeugt und führt die Männer zum Versteck des Schatzes. Er erzählt Sindbad, dass dieser tatsächlich Alexanders Sohn und damit der Prinz von Deryabar sei. Er sei als Kind Seeleuten übergeben worden, um ihn vor Schatzräubern zu schützen.
Melik versucht, den Emir mit einem Gifttrank zu töten. Der Plan misslingt, der Emir lässt Melik das tödliche Getränk einflößen. Währenddessen entflieht Sindbad. Er schleicht auf das Schiff des Emirs und befreit seine Mannschaft. Der Emir wird durch Griechisches Feuer, das man von seinem eigenen Schiff aus abschießt, getötet.
Sindbad beendet seine Geschichte, die Zuhörer glauben ihm nicht und wollen eine andere Geschichte hören. Doch sie sind überrascht, als Sindbad ihnen Gold und Juwelen vorlegt. Die bezaubernde Shireen taucht auf und besteigt zusammen mit Sindbad ein Schiff, das sie nach Deryabar zurückbringen soll.

## Kritiken
„Orientalischer Märchenzauber in leuchtenden Farben, unbeschwerte Unterhaltung für Jung und Alt.“

„Douglas Fairbanks Jr. trat mit diesem farbenprächtigen, großzügig ausgestatteten Abenteuerspektakel erfolgreich in die Fußstapfen seines berühmten Vaters, der in der Stummfilmära Hollywoods allerbeliebtester Leinwand-Draufgänger war.“

„Regisseur Richard Wallace gelingt es, exotische Pracht und romantischen Zauber zu entfalten, um in typischer Hollywoodmanier ein spannendes Abenteuer in der bunt schillernden Märchenwelt des frühen Orients zu erschaffen. Dazu trägt Hauptdarsteller Douglas Fairbanks Jr., der in der Rolle des Sindbad als orientalischer Tausendsassa zu sehen ist, ebenso bei, wie Maureen O'Hara als die schmuckbesessene, schöne Shireen.“

## Hintergrund
Das Budget der RKO-Produktion lag bei knapp 2,5 Millionen US-Dollar.
Richard Wallace, eines der Gründungsmitglieder der Directors Guild of America, drehte nach diesem Film nur noch fünf weitere Filme. Er starb im November 1951. Für Brad Dexter war es die dritte Rolle in einem Kinofilm, für Stephen Ames das Debüt als verantwortlicher Produzent.
Kameramann George Barnes war ein preisgekrönter Mitarbeiter am Set. Er gewann 1941 einen Oscar für seine Schwarzweiß-Arbeit an Rebecca.
Berater für die seefahrtstechnischen Details war Kapitän Fred F. Ellis.
Dem Film liegt keine eigene Märchenerzählung zu Grunde. In den Märchen aus Tausendundeiner Nacht, die Scheherazade ihrem König erzählt, unternimmt Sindbad sieben Reisen.
Die Märchenfigur des Sindbad trat in Kino und Fernsehen 23-mal in Realfilmen auf. Darsteller waren unter anderem Shemp Howard (einer der The Three Stooges) in Arabische Nächte (1942), Lon Chaney junior in Abu Andar, Held von Damaskus (1952), Dale Robertson in Sindbads Sohn (1955), Kerwin Mathews in Sindbads siebente Reise, John Phillip Law in Sindbads gefährliche Abenteuer (1974), Patrick Wayne (Sohn von John Wayne) in Sindbad und das Auge des Tigers (1977), Lou Ferrigno in Sindbad – Herr der sieben Meere (1989), Vittorio Gassman in Scheherazade – Mit 1000 PS ins Abenteuer (1990) und Richard Grieco in Sindbad – Die Schlacht der schwarzen Ritter (1998).